# レンズ雲

山岳波によるレンズ雲の原理。山越えによる地形性の上昇で一度笠雲(図中のA)を生じる。風下に山岳波が伝わると上空でも吊るし雲(B)を生じる。

レンズ雲 （レンズうん、レンズぐも、ラテン語学術名:lenticularis、略号:len）は、巻積雲、高積雲、層積雲に見られる雲種の1つ。レンズの様な形をした特徴的な雲で、多くは輪郭がはっきりしていて、しばしば細長く伸びる。レンズ雲の形成は地形に起因することが多いが、そうでない場合もある。巻積雲の場合はレンズ状巻積雲、高積雲の場合はレンズ状高積雲、層積雲の場合はレンズ状層積雲とも呼ばれる。

## 名称
学術名"lenticularis"は、ラテン語で「小さなヒラマメ」を意味する。"lentil"（ヒラマメ）は"lens"（レンズ）の語源となった言葉であり、"lenticular"は英語で「レンズ状の」を意味する。

## 形状と出現する環境
巻積雲では、細かな雲片からなる雲層に見える模様の変化として現れ、レンズ雲になった濃い部分は他の部分から分離しており、雲片同士が融合し白みを増して見える。高積雲では、1つあるいはいくつかのレンズ状の雲片がほかの形の雲と離れたところに現れ、表面は滑らかではっきりした陰影をもつ。層積雲にレンズ雲が現れる頻度は少ない。レンズ雲には彩雲がみられることがある。
山や丘など隆起地形を気流が超えるところでは、山などの直上、風上や風下に地形性の雲が形成される。ふつう、上昇気流のある風上で雲が発生し、下降気流となる風下で消える。
山のてっぺんにできるレンズ雲を笠雲、傘雲とも呼ぶ。
上空において、湿った空気の層が部分的に持ち上げられることでもレンズ雲が形成される。山や丘など隆起地形を超える気流は、大気の状態と地形の条件が揃うと、風下側に大気の波動を伝える（山岳波）。波動が湿潤層の空気を上昇させたところに雲が生じる。
山岳波は、安定層のもとで山などを越えた気流の風下に励起される。定在波では数時間程度山岳波の位置が変わらず、レンズ雲もほとんど同じ位置にあるかゆっくりと移動する。一方で、雲のある高さでは強風が吹いており、雲を構成する雲粒自体は風に流されて速いスピードで入れ替わっていて、雲のできる位置が固定されているために動かないように見える。山岳波は、ときに長距離を伝わり、鉛直（上）方向にも伝わることがある。
上空のレンズ雲は吊るし雲（つるし雲）、山旗雲のほか、ロール雲、ローター雲、巻き雲などとも呼ぶ。細長く豆の鞘のような形をしたものにはさや雲、莢状（きょうじょう）雲の呼び名もある。
レンズ雲は、対流圏の中層以上における強風の存在を示し、天候の変化、特に天気が崩れる兆候とされている。登山などの山での活動では、山に掛かる雲を観察することが安全につながる。また、山に掛かる雲に名前が付けられ、それが現れたときの天気（観天望気）が伝承されている地域もある。
レンズ雲により、航空機の運行に危険を及ぼす乱気流の原因となる山岳波を視覚的に見ることができる。山に掛かるレンズ雲と山との間の雲のない隙間（フェーンギャップ）が広いほど乱気流は激しい可能性がある。ただし、乱気流は雲を伴わないことがある（晴天乱気流）。
レンズ雲は高度の異なる複数の層に現れることもある。
積雲の亜種とされるが、積雲ではなく、積雲のような構造をした雲である。また、積雲や積乱雲の頂上部にできる頭巾雲やベール雲にはレンズ雲と似たものもあるが異なる分類の雲である。

## ギャラリー

山頂にかかる笠雲/傘雲
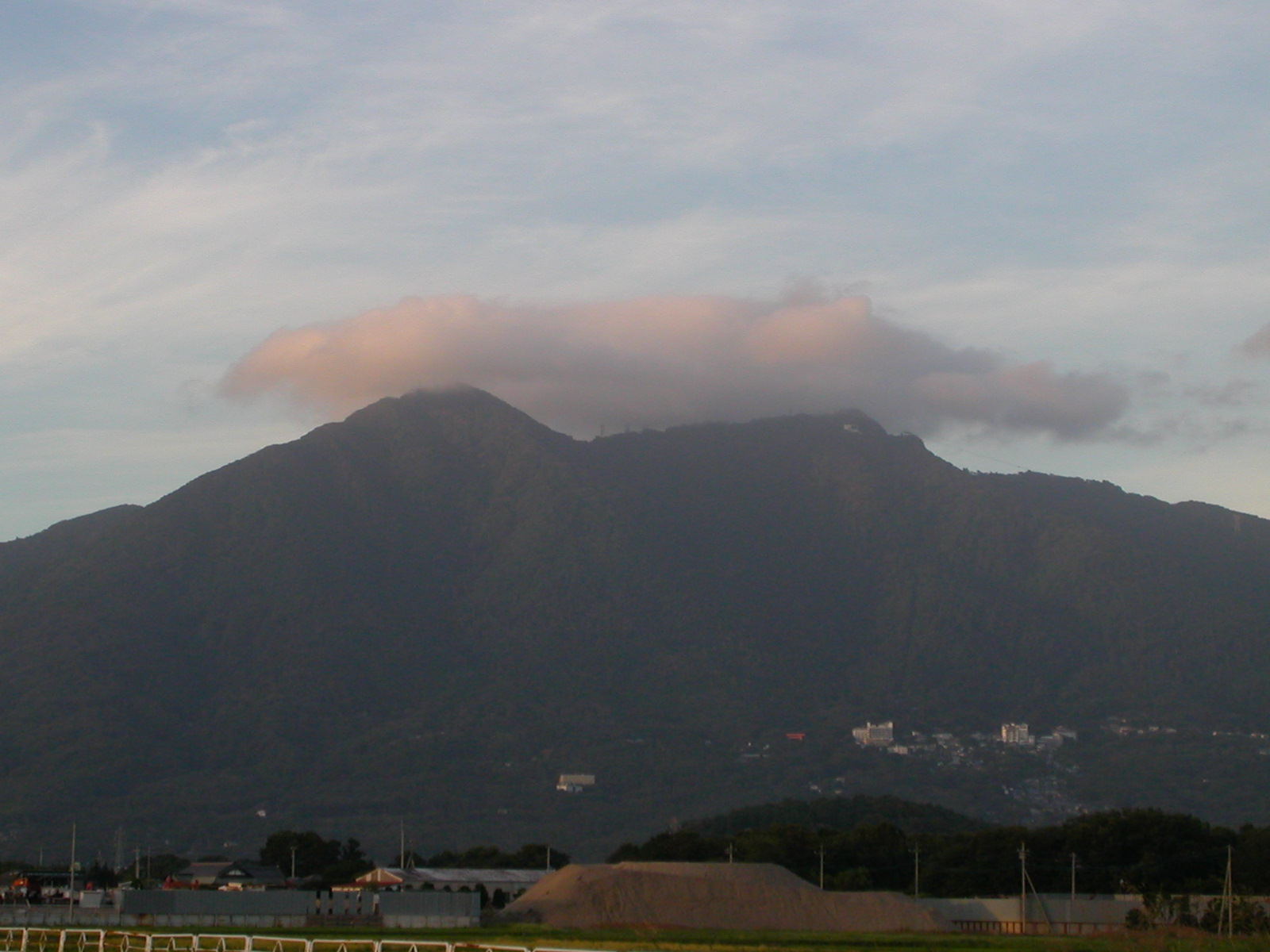
山頂に接する笠雲（筑波山）
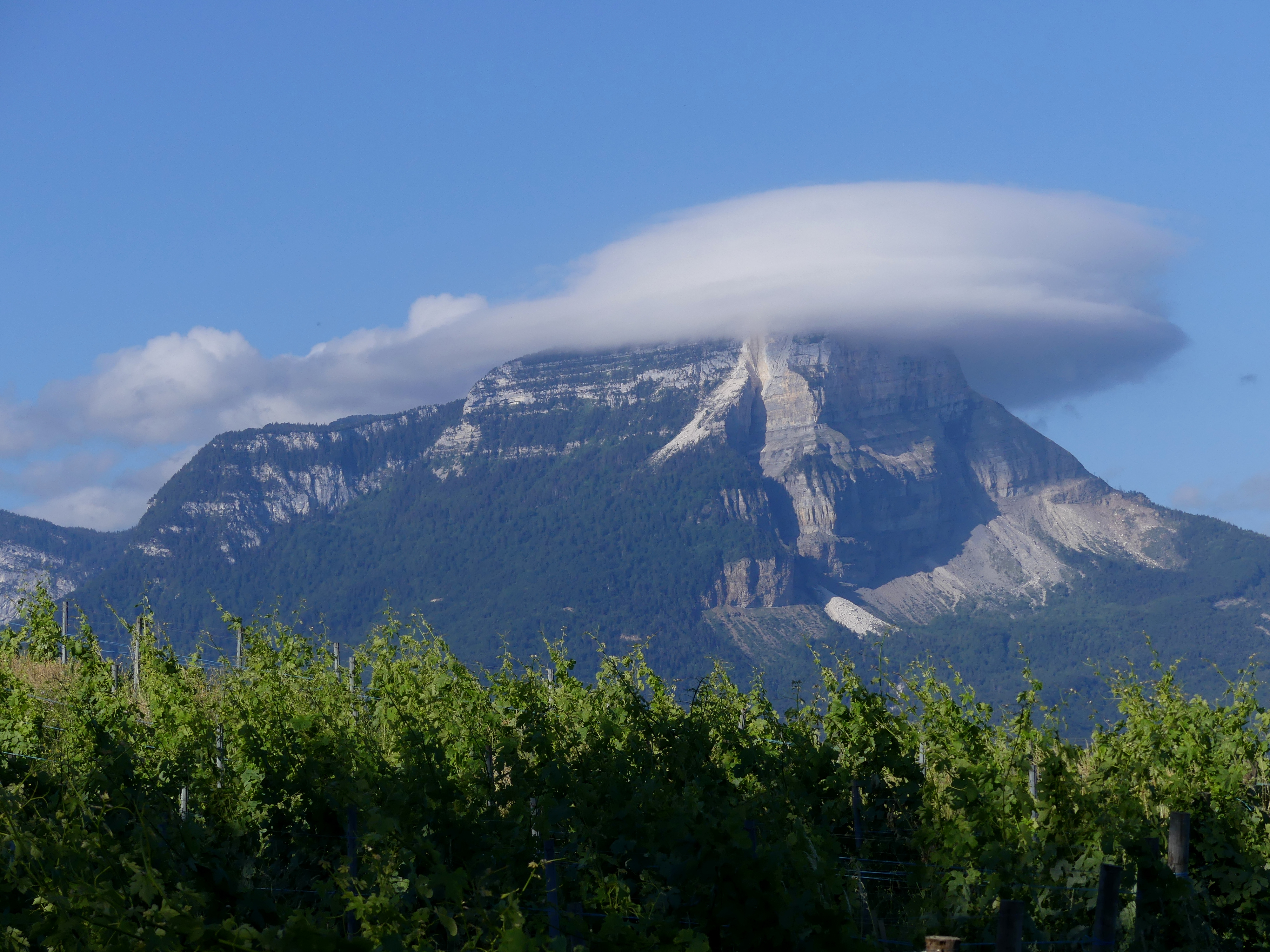
岩山に覆いかぶさる笠雲
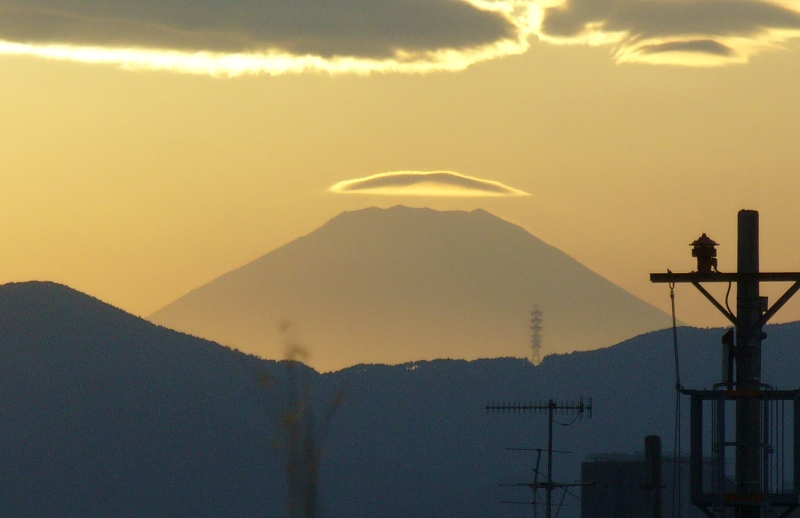
山頂から少し浮いた「はなれ笠」（富士山）
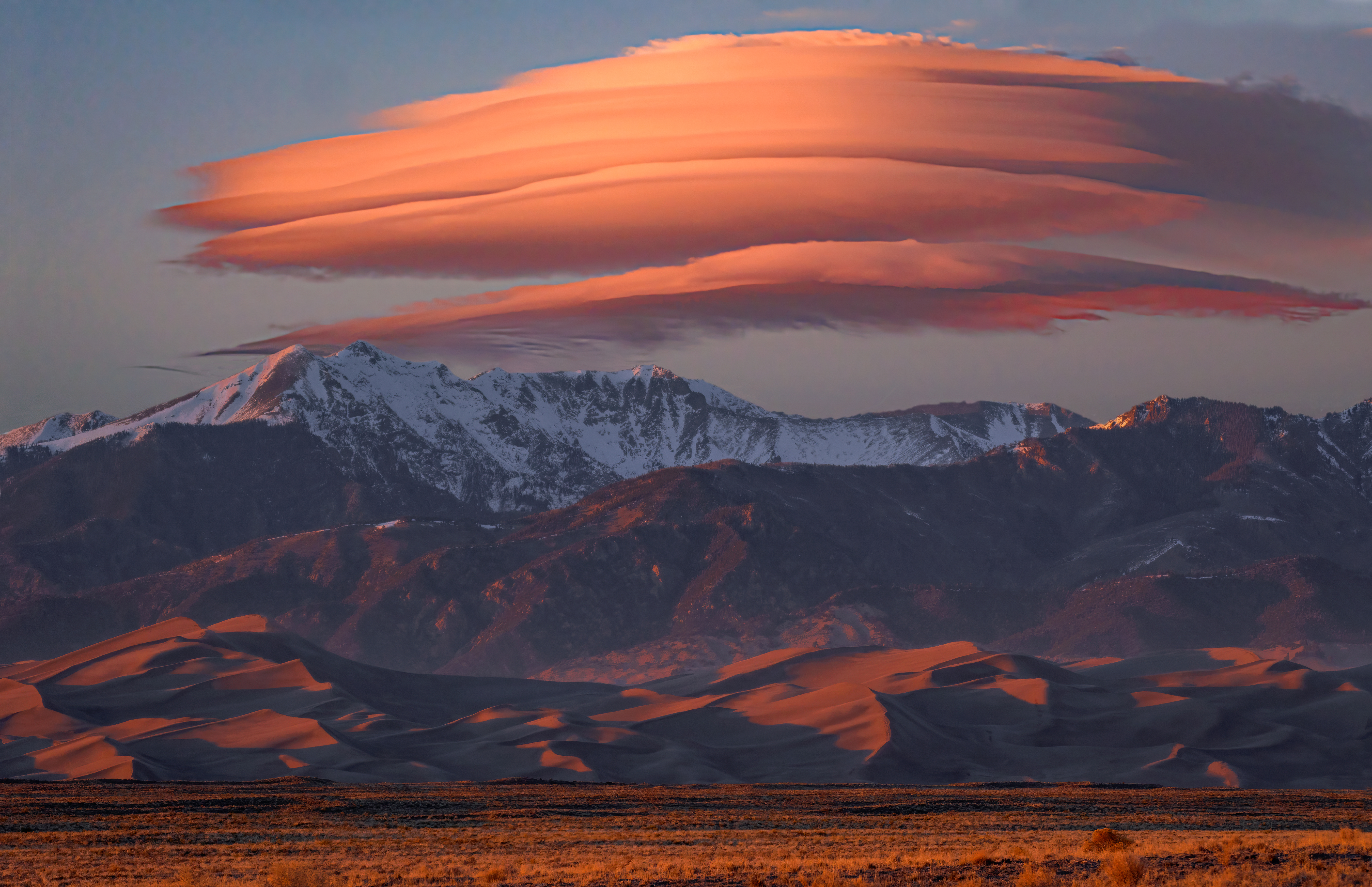
何層ものベール状の笠雲
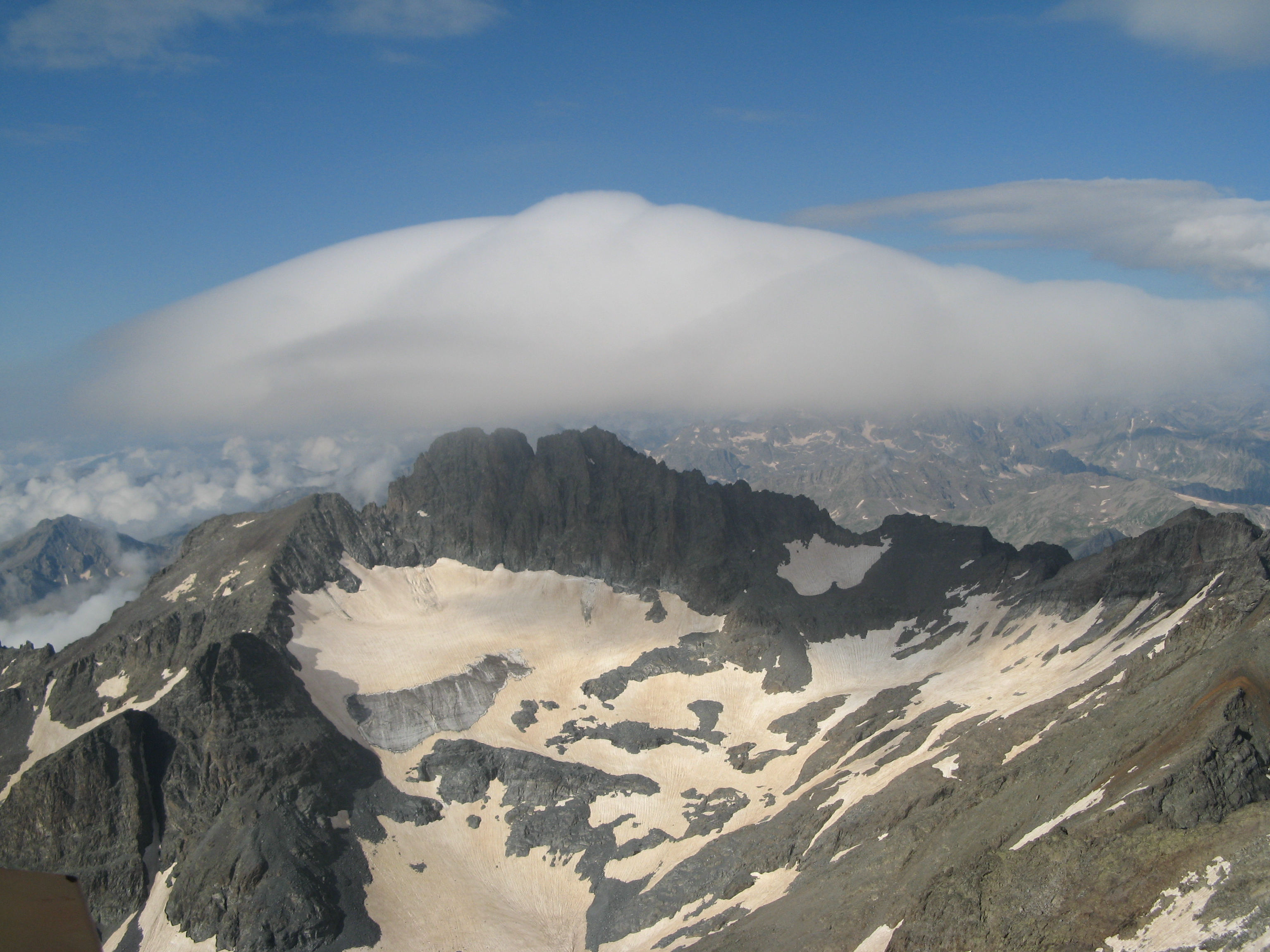
同じ高さの航空機から見た笠雲
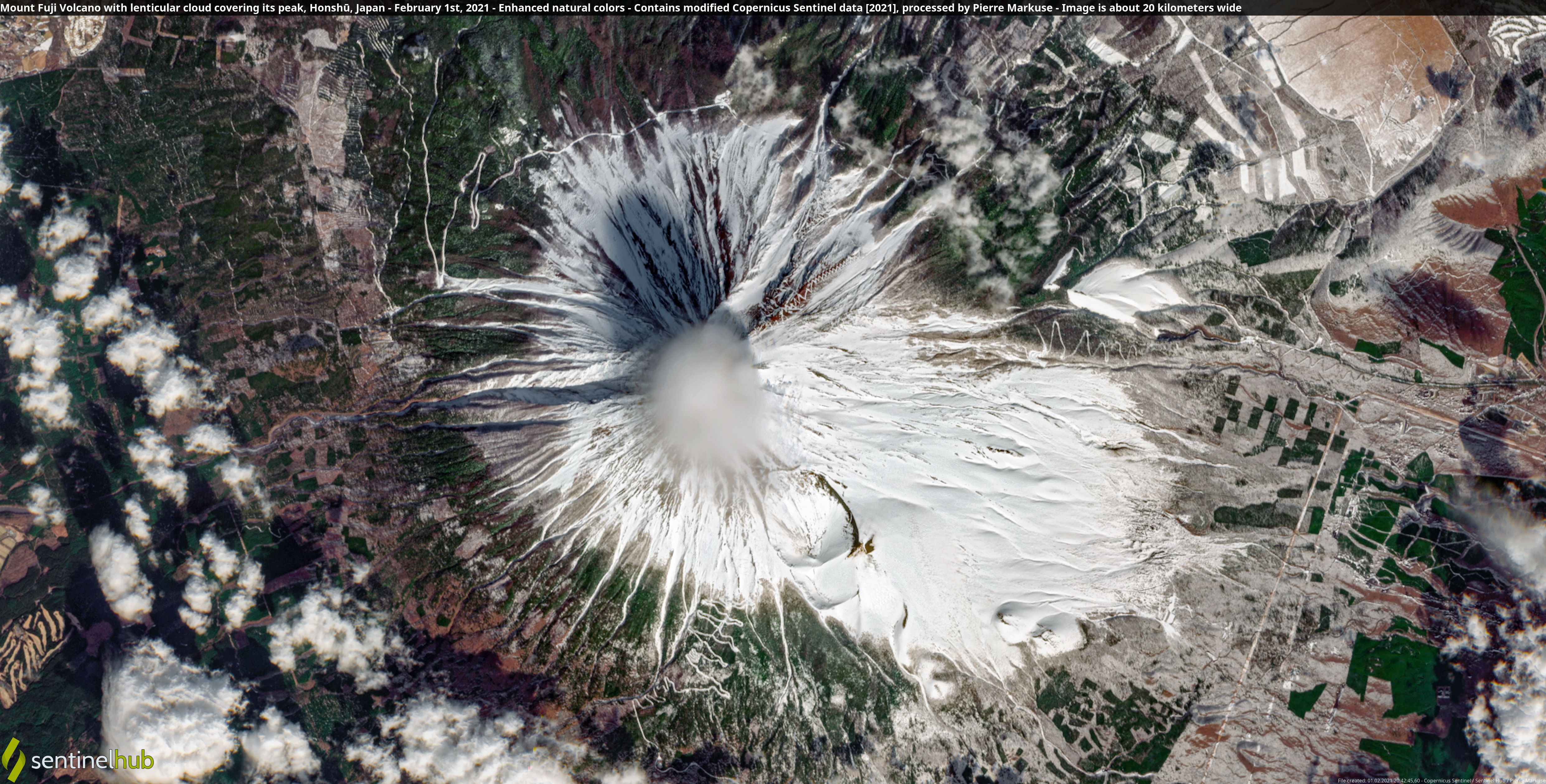
衛星写真で見る富士山の笠雲

山から離れて生じるレンズ雲
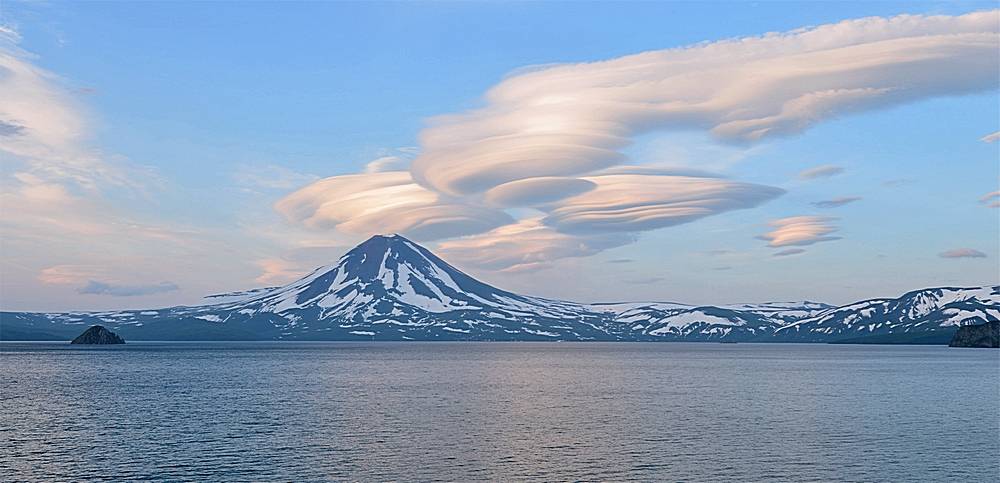
山の向こうに現れた吊るし雲
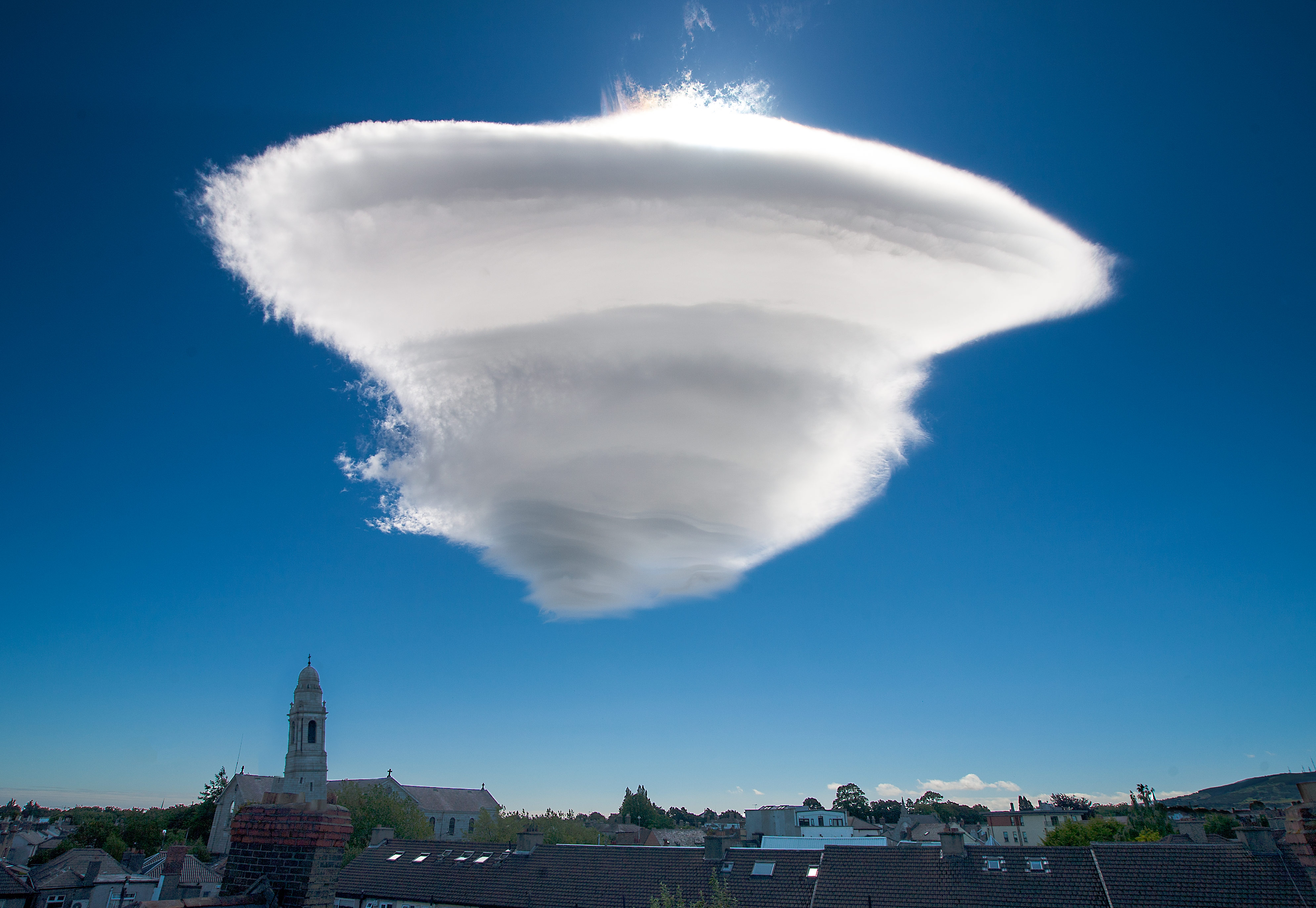
青空にぽつんと浮かぶ低空の吊るし雲
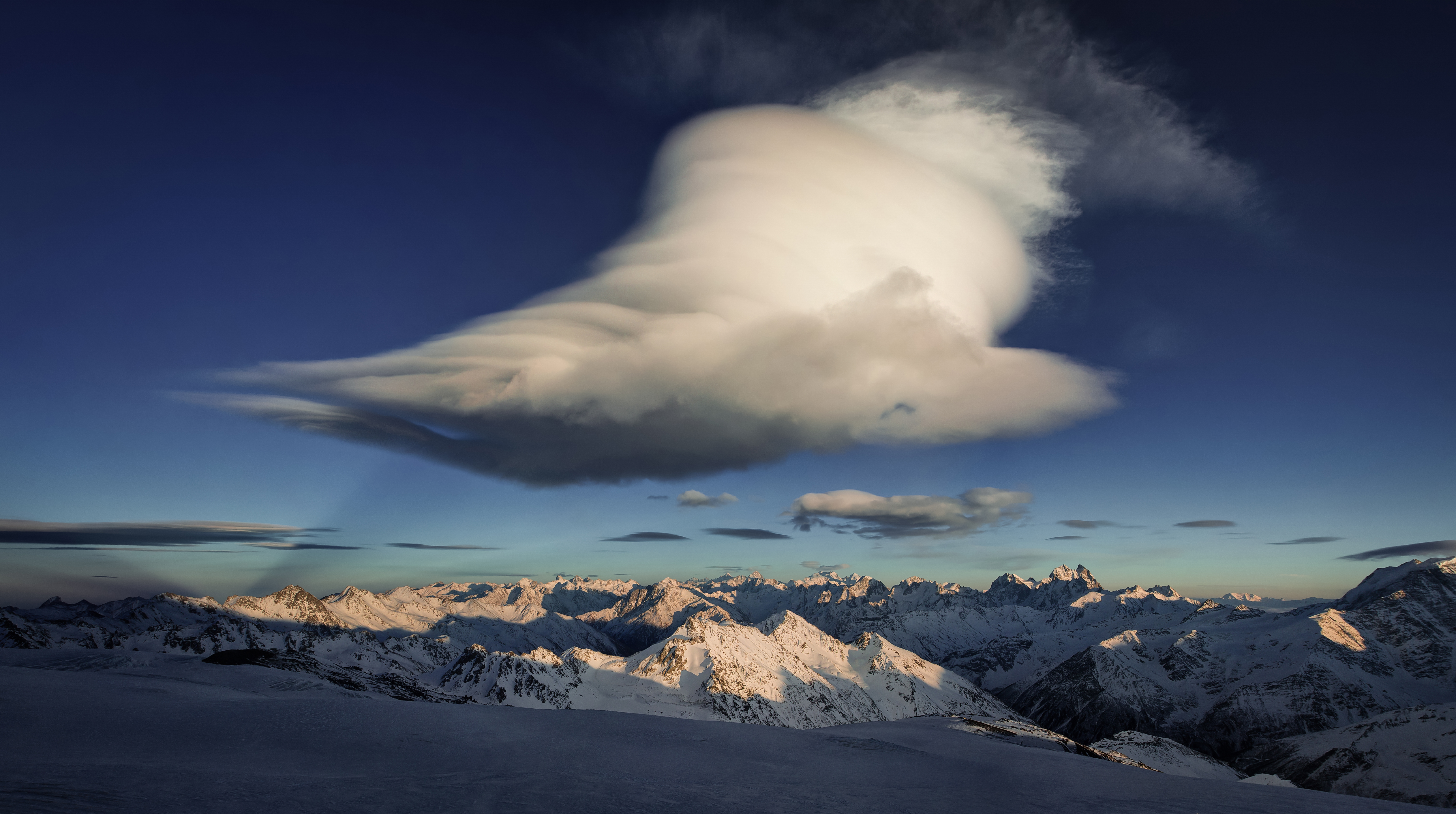
背の高い吊るし雲
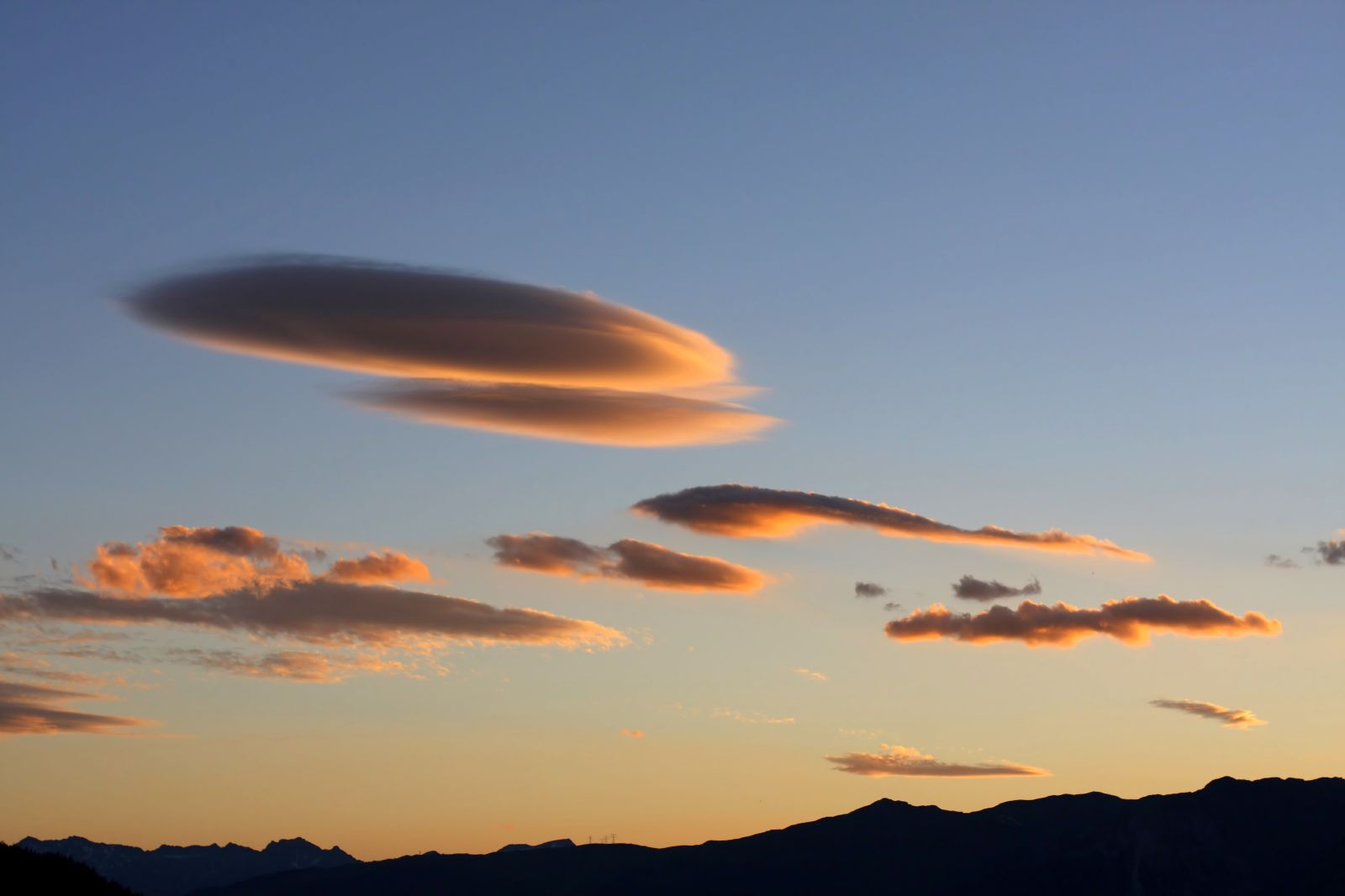
莢状雲
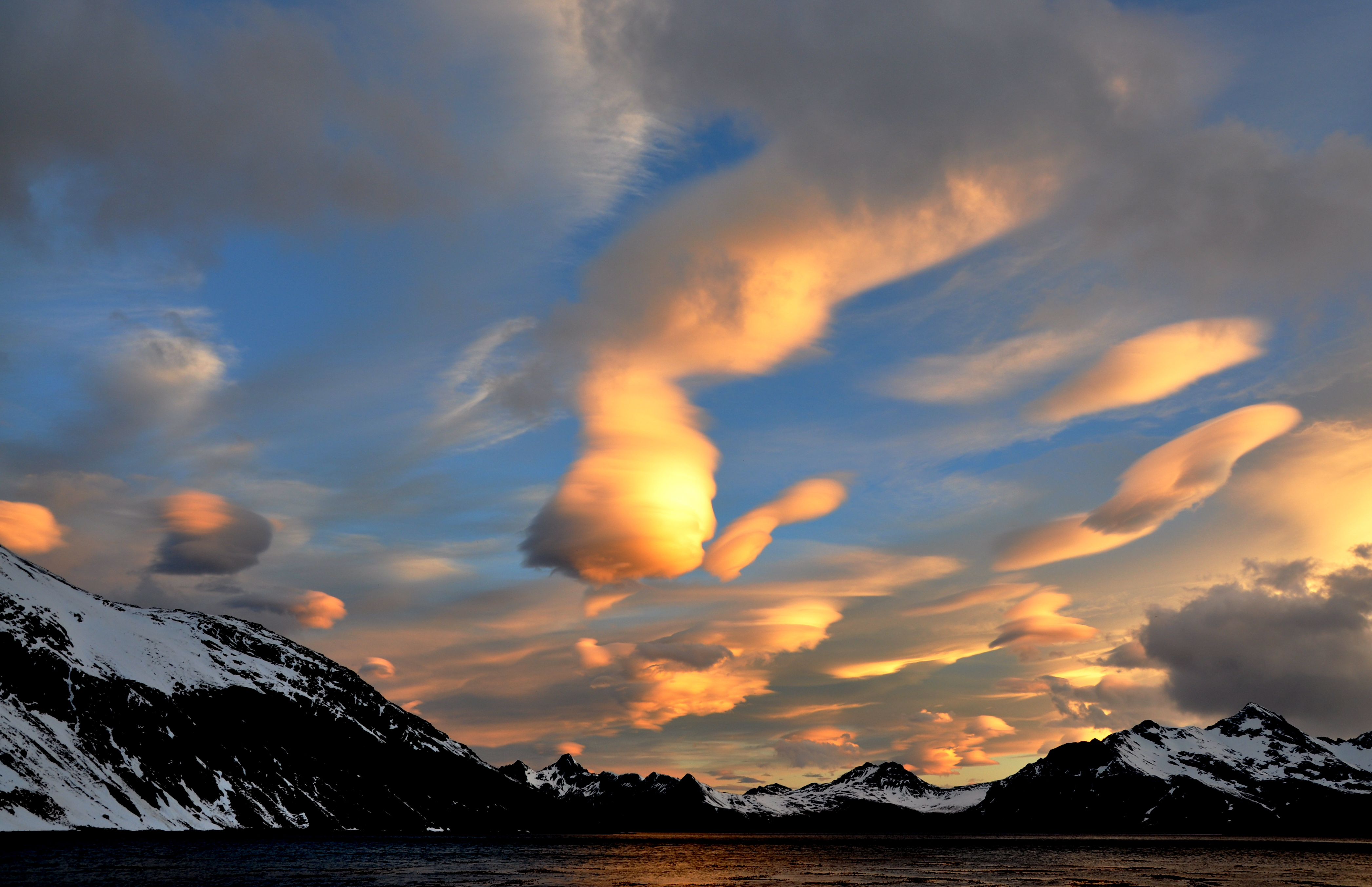
つるんとした外観の莢状雲や吊るし雲
山脈に平行に伸びるロール状のレンズ雲
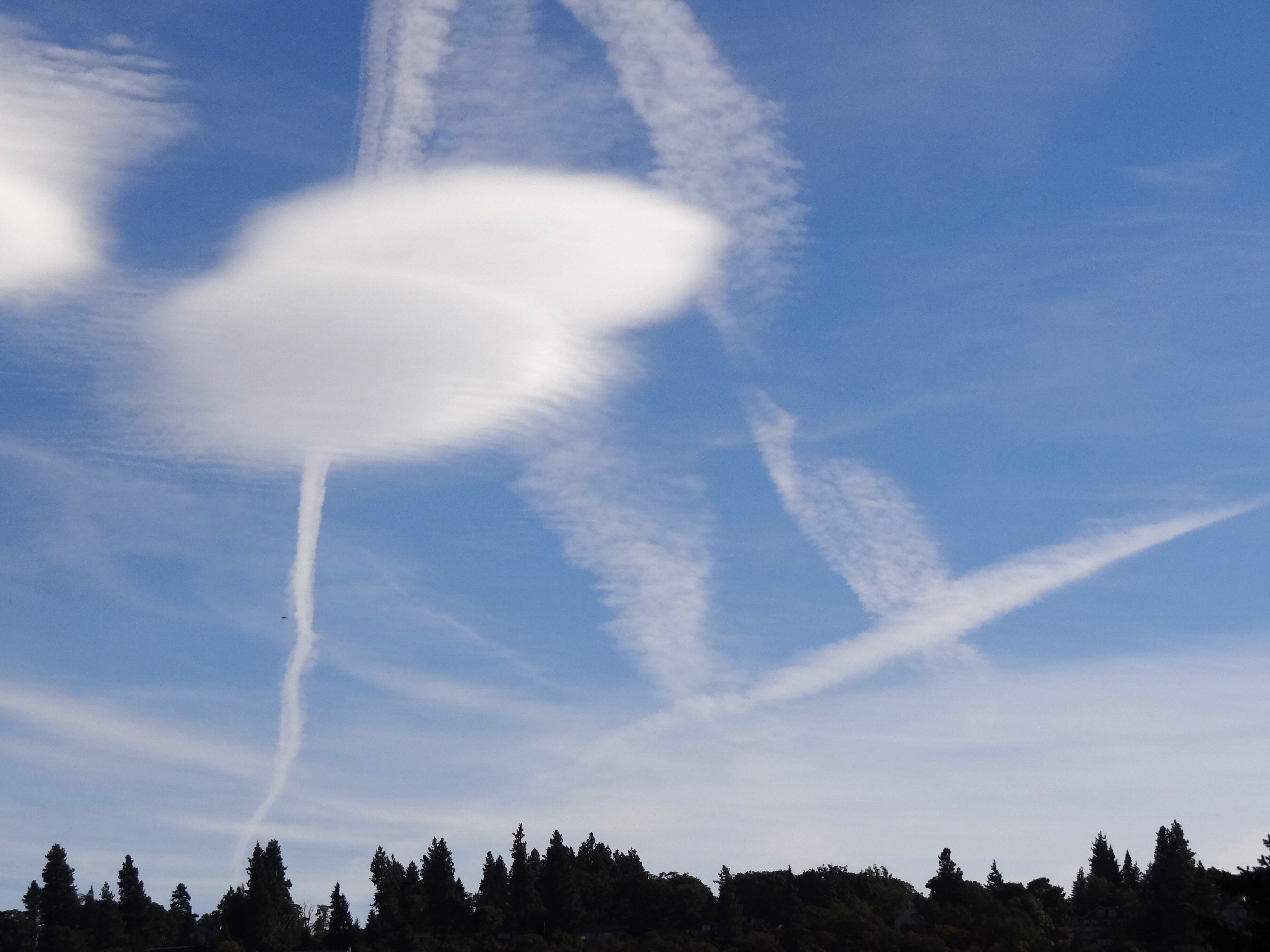
巻積雲のレンズ雲（左上）
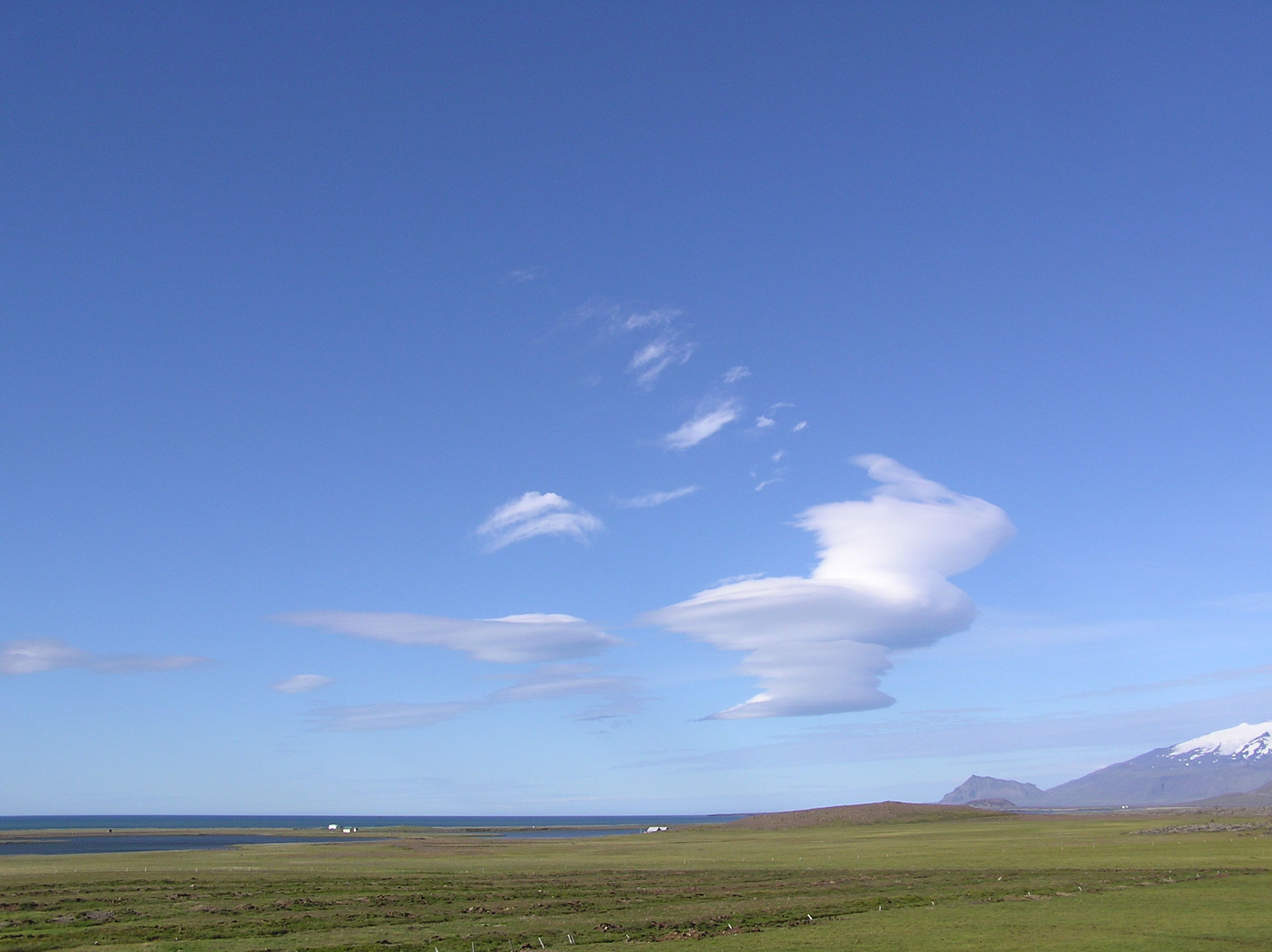
遠くの山脈風下に現れた吊るし雲
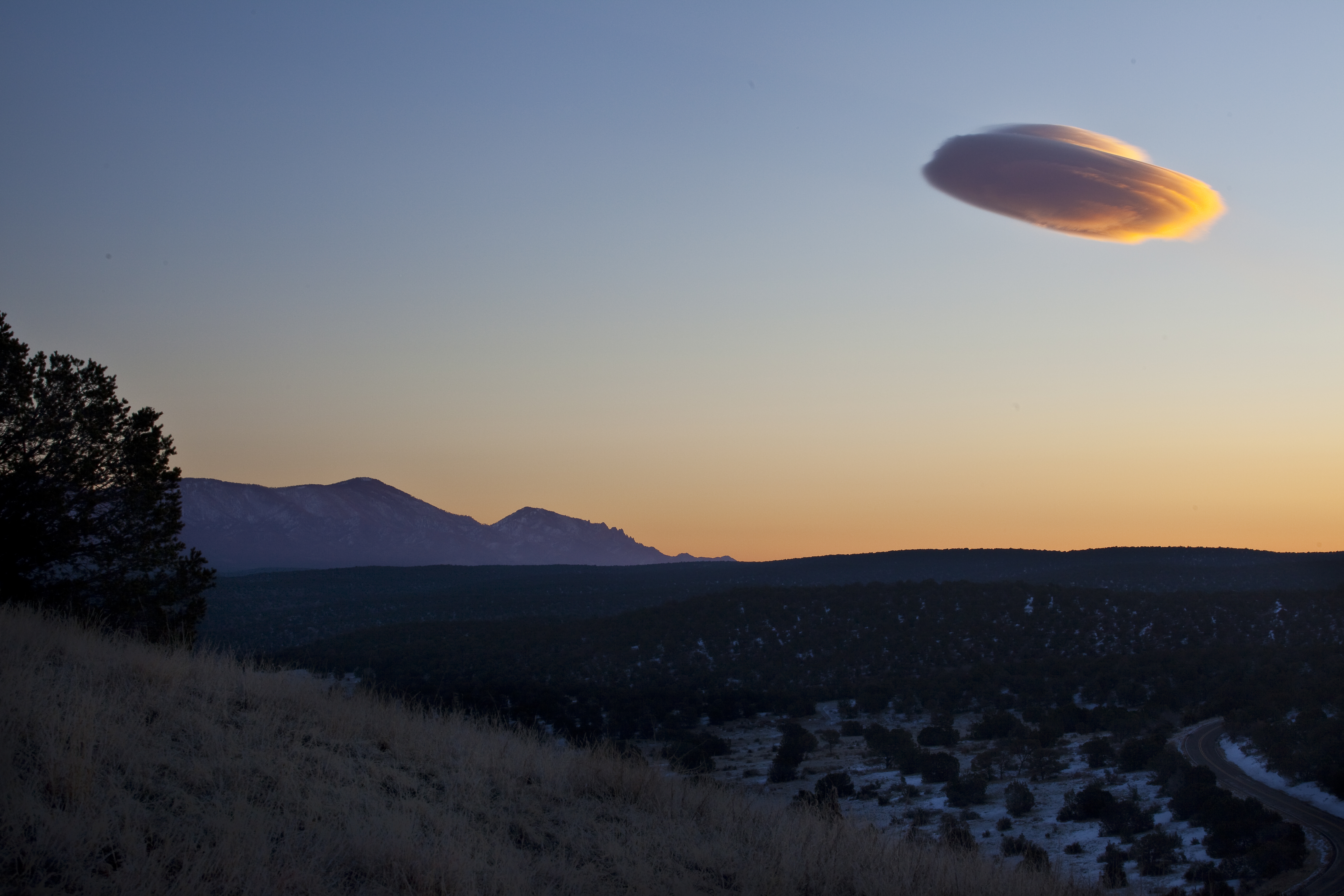
円盤状のレンズ雲
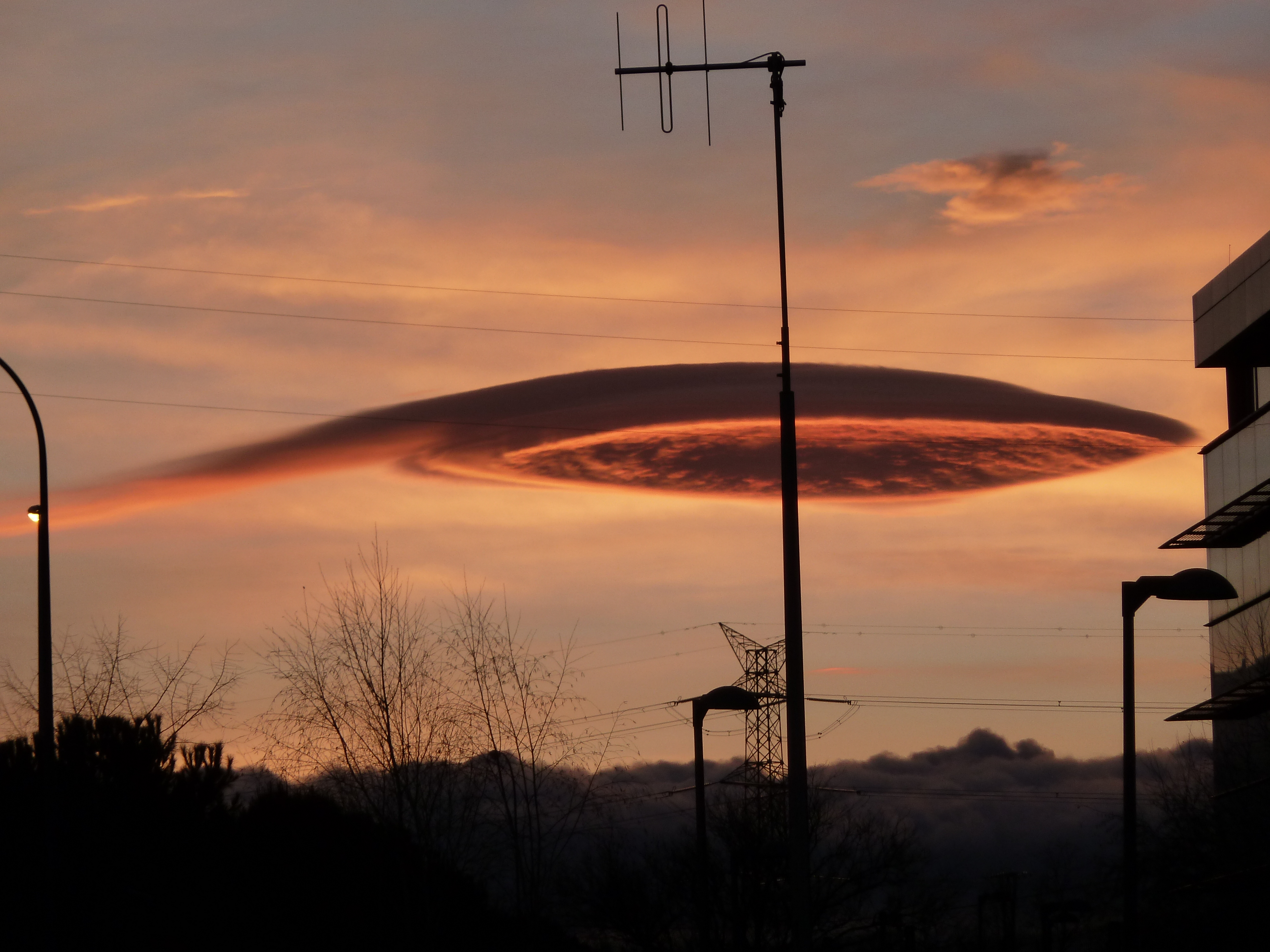
街の中に浮かぶレンズ雲は奇妙な印象を与えることがある